# Enrique Clemente
Enrique Clemente, né le 4 mars 1999 à Saragosse en Espagne, est un footballeur espagnol qui évolue actuellement au poste de défenseur central à la Real Sociedad B.

## Biographie

### En club
Né à Saragosse en Espagne, Enrique Clemente est formé par le club de sa ville natale, le Real Saragosse. Le 1er octobre 2018 il signe son premier contrat professionnel. Il joue son premier match en professionnel le 30 août 2019, lors d'une rencontre de deuxième division espagnole face à l'Elche CF. Il est titularisé lors de cette rencontre remportée par son équipe sur le score de un but à zéro.
Le 1er octobre 2020, Enrique Clemente est prêté à l'UD Logroñés, club évoluant aussi en deuxième division. Il joue son premier match avec ce club le 21 octobre 2020, face au CF Fuenlabrada, en championnat. Il est titularisé et les deux équipes se neutralisent (0-0).
En janvier 2022, Enrique Clemente est prêté à la Real Sociedad B, où il est entraîné par Xabi Alonso.

### En sélection nationale
Le 14 novembre 2019, il fête sa première sélection avec l'équipe d'Espagne espoirs, en étant titularisé contre la Macédoine du Nord. Son équipe remporte le match 3 buts à 0.